# Falakro
Falakro Oros (grec: Φαλακρό όρος, anglès: "Bald mountain"; búlgar: Боздаг, Bozdag; turc: Bozdağ) és una muntanya situada a la unitat perifèrica de Drama, a Macedònia (Grècia). El seu punt més alt, Profitis Ilias, es troba a 2.232 metres per sobre el nivell del mar. S'hi troba ubicada una estació d'esquí.
Una part molt petita de la regió baixa al nord de Falakro s'estén al territori de Bulgària, al sud del poble de Beslen, a la província de Blagoevgrad. El punt més alt que forma part de Bulgària és el pic Chiplakbair (1090 metres d'alçada) a la frontera entre els dos països.

## Galeria

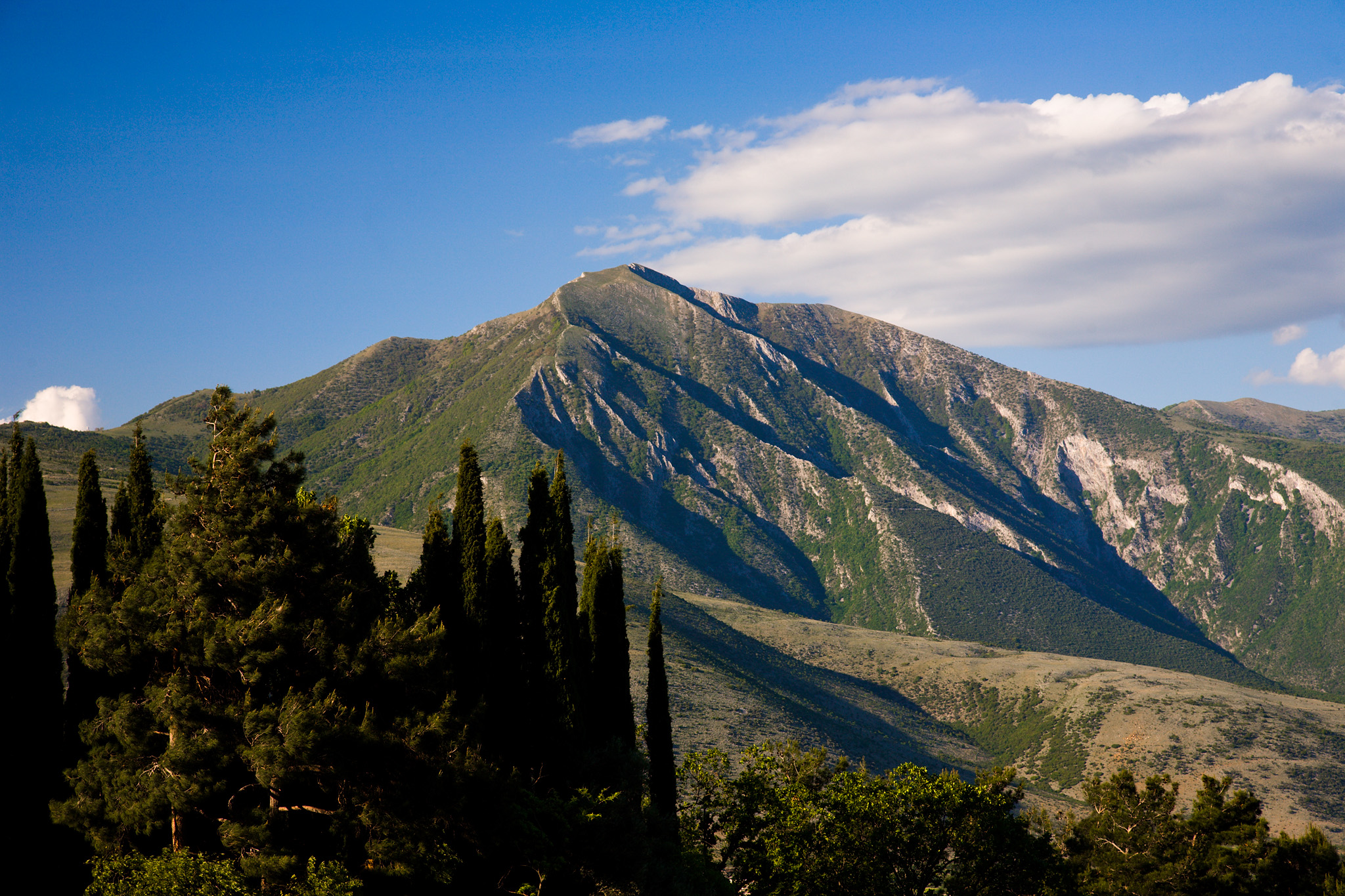
Pic Agios Pavlos de Falakro
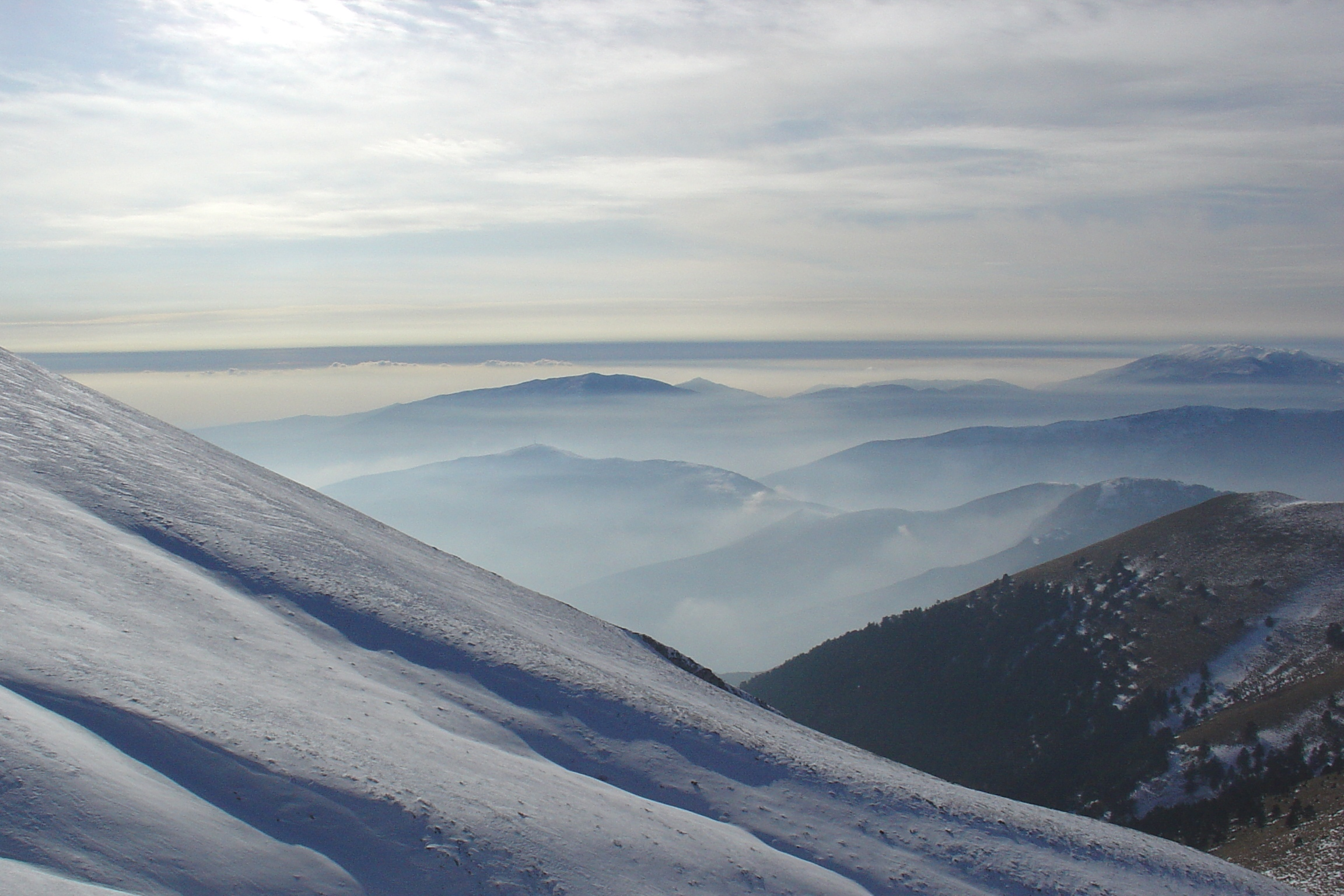
View from the road to the top of Falakro
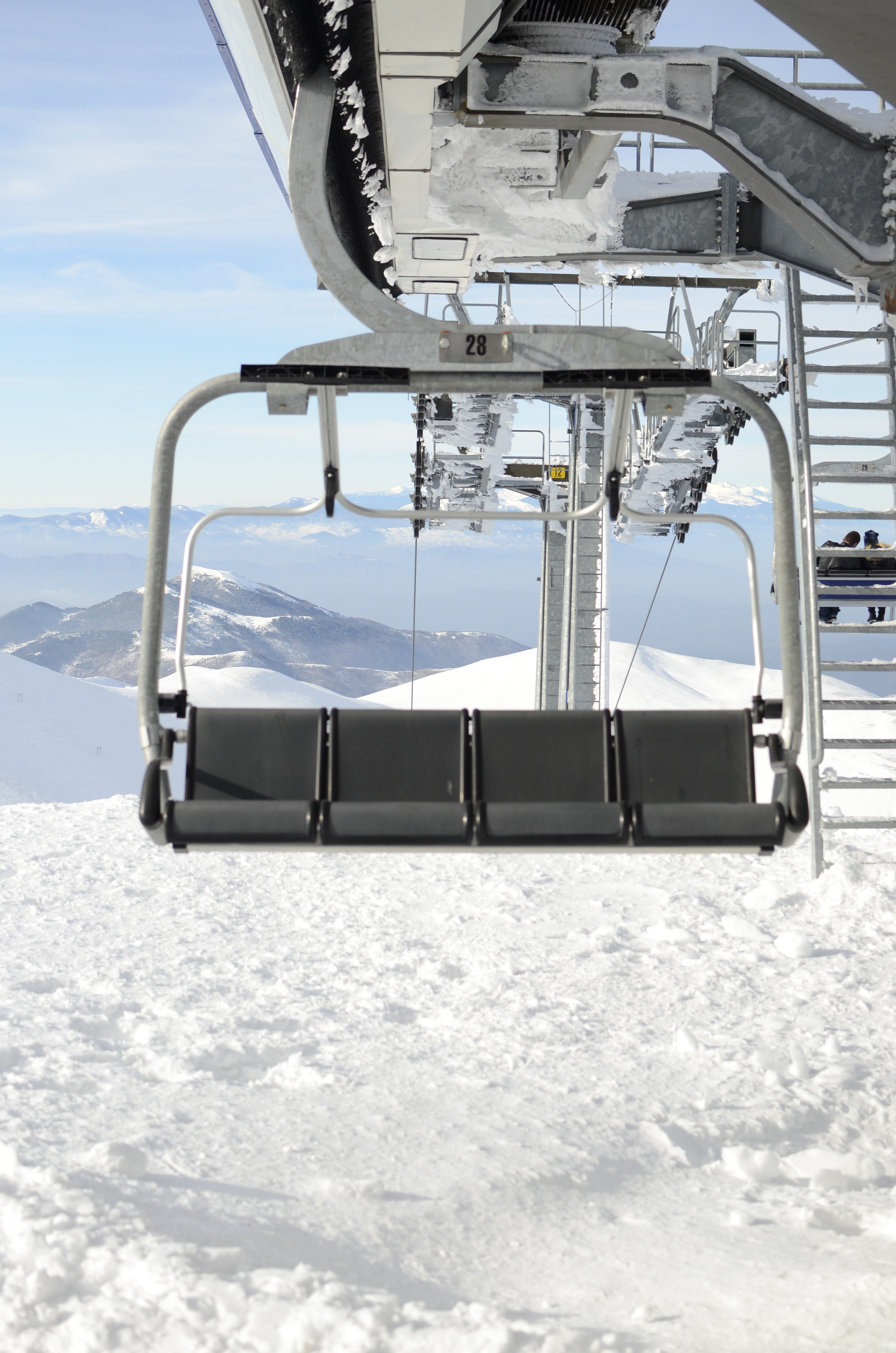
Lifts in ski resort on Mount Falakro near Drama. Apart the ski track, the lifts end at a cafe-bar which is at 2111m altitude